# El Sol de Margarita
El Sol de Margarita es un periódico venezolano que circula diariamente en la Isla de Margarita y en la Isla de Coche. Su distribución llega hasta la ciudad de Caracas. Fue fundado por el periodista Iván Cardozo Yánez en 1972, su propósito es informar los hechos de interés que ocurren en el estado Nueva Esparta, en Venezuela y el mundo.
El fundador del diario fue el periodistas, Iván Cardozo Yánez (†). Actualmente es dirigido por la periodista Mariela Contramaestre de Cardozo, directora general.